# Emblemariopsis carib
Emblemariopsis carib е вид бодлоперка от семейство Chaenopsidae.

## Разпространение и местообитание
Видът е разпространен в Американски Вирджински острови, Ангуила, Британски Вирджински острови, Доминиканска република, Пуерто Рико и Свети Мартин.
Обитава морета и рифове в райони с тропически климат.

## Описание
На дължина достигат до 1,5 cm.